# Karl Braun (Politiker, 1822)

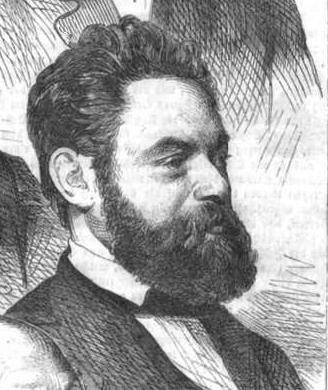
Karl Braun (Hermann Scherenberg, 1867)

Karl Joseph Wilhelm Braun, genannt Braun-Wiesbaden; auch Carl Braun (* 20. März 1822 in Hadamar, Herzogtum Nassau; † 14. Juli 1893 in Freiburg im Breisgau) war ein deutscher Politiker, der sich für den Freihandel einsetzte.

## Ausbildung und Beruf
Karl Braun war der Sohn des Prorektors Joseph Braun aus Hadamar. Er besuchte von 1836 bis 1840 das Gymnasium Philippinum Weilburg. Nach dem Abitur studierte er Philologie und Rechtswissenschaft an der Philipps-Universität Marburg. 1840 wurde er im Corps Hasso-Nassovia aktiv. 1841 wechselte er an die Georg-August-Universität Göttingen, wo er sich auch dem Corps Nassovia anschloss. 1856 wurde er zum Dr. iur. promoviert.
Er war Autor beim Siegener Bürgerblatt und der Mittelrheinischen Zeitung.
Seit 1843 war er im Verwaltungsdienst tätig. Von 1855 bis 1867 war Braun Anwalt (Rechtsprokurator) beim Oberappellationsgericht in Wiesbaden. Daher erklärt sich auch der Zusatz in seinem Nachnamen (Braun-Wiesbaden), den er zur Unterscheidung von z. B. dem österreichischen Schriftsteller Karl Johann Braun (1802–1866) benutzte. Seit 1867 arbeitete er als Anwalt in Berlin. Von 1880 bis 1887 war er Anwalt am Reichsgericht in Leipzig. Danach war er erneut Anwalt in Berlin.
Braun gehörte zu den Gründern mehrerer Aktiengesellschaften und saß im Aufsichtsrat der Deutschen Unionsbank.

## Politisches Wirken

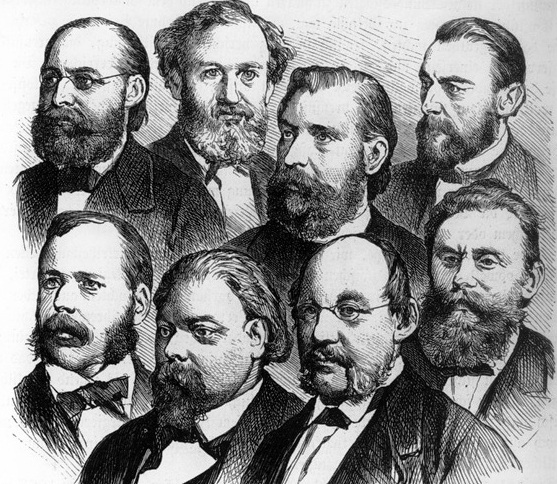
Führende Nationalliberale. Oben l-r: Wilhelm Wehrenpfennig, Eduard Lasker, Heinrich von Treitschke, Johannes Miquel; unten l-r: Franz von Roggenbach, Karl Braun, Rudolf Gneist, Ludwig Bamberger

Braun gehörte von 1849 bis 1851 der Ständeversammlung und danach bis 1866 der zweiten Kammer des Landtages des Herzogtums Nassau an. Von 1858 bis 1863 war er Präsident des Parlaments. Er galt als Führungsfigur der Nassauischen Fortschrittspartei. Im Jahr 1862 schloss er sich dem deutschen Nationalverein an. Wichtig war seine Rolle im Volkswirtschaftlichen Kongress, dessen Tagungspräsident er ein Jahr nach der Gründung 1858 bis zur letzten Tagung im Jahre 1880 war.
Nach der Annexion Nassaus 1866 gehörte Braun von 1867 bis 1879 dem Preußischen Abgeordnetenhaus an. Außerdem war er Mitglied des Norddeutschen Reichstages und von 1871 bis 1887 des Deutschen Reichstages und agierte dort als einer der Führer der Nationalliberalen Fraktion. Von 1867 bis 1878 gehörte er dem Vorstand der Nationalliberalen Partei an.
Die Partei verließ er 1880 wegen der Zustimmung zu Bismarcks Schutzzollpolitik. Er schloss sich den Sezessionisten an, deren prominenteste Mitglieder Ludwig Bamberger und Eugen Richter waren. 1873 übernahm Braun die Herausgabe der Spenerschen Zeitung zu Berlin, die jedoch schon 1874 einging.
Darüber hinaus war Braun Direktor des Vereins für Nassauische Altertumskunde und Geschichtsforschung. Außerdem veröffentlichte er volkswirtschaftliche und staatsrechtliche Schriften.

## Werke
- Bilder aus der deutschen Kleinstaaterei. 2 Bde. Wigand, Leipzig 1869.
- Gegen G. G. Gervinus. Duncker und Humblot, Leipzig 1871 (Digitalisat).
- Aus der Mappe eines deutschen Reichs-Bürgers. Kultur-Bilder und Studien, 3 Bände, Rümpler, Hannover 1874; Band 1 (Digitalisat); Band 2 (Digitalisat); Band 3 (Digitalisat).
- Mordgeschichten. 2 Bde. Rümpler, Hannover 1874.
- Zeitgenossen. Erzählungen, Charakteristiken und Kritiken. Gesammelte Feuilletons. 2 Bde. Vieweg, Braunschweig, 1877.
- Randglossen zu den politischen Wandelungen der letzten Jahre. Aus den Papieren eines deutschen Abgeordneten. F. Fischer, Bromberg 1878 (Digitalisat).
- Der Staat und die Volkswirthschaft. Leonhard Simion, Berlin 1879 (Digitalisat).
- Von Friedrich dem Großen bis zum Fürsten Bismarck, Nachdruck des Originals von 1882, 1. Auflage 2011; 2. Auflage, Europäischer Geschichtsverlag (Outlook), Paderborn 2015, S. 186. ISBN 978-3734002151.
- Die Vagabunden-Frage. Vortrag, gehalten in der Berliner volkswirthschaftlichen Gesellschaft, Leonhard Simion, Berlin 1883 (Digitalisat).